# 一色義員
一色 義員（いっしき よしかず）は、戦国時代の武将、丹後守護。

## 概要
『光源院殿御代当参衆幷足軽衆覚』に「一色左近大夫」という名前が見え、これが左京大夫の誤りであり義員のことであるとされる。
天正3年（1575年）の朝倉氏攻略の際には織田信長方として出兵しており、その見返りとして丹後国一国を安堵されている。同6年（1578年）には織田信長や近衛前久、細川信良とともに堺へと下向し、同9年（1581年）の京都御馬揃えにも参加している。
なお、同時期には一色修理大夫義辰という人物が足利義昭派・反織田信長派として活動しているが、義員との血縁関係は不明である。
義員あるいはその子と見られる五郎は、細川藤孝が丹後国を治めるようになった後も書札礼上では藤孝よりも格上の存在として扱われていた。